# Abraham Willaerts
Pour les articles homonymes, voir Willaerts.
Abraham Willaerts, né vers 1603 à Utrecht où il est mort le 18 octobre 1669, est un peintre de marine néerlandais, notamment connu pour ses tableaux représentant la marine de la république des Provinces-Unies lors du siècle d'or néerlandais.

## Biographie
Fils d’Adam Willaerts, Abraham Willaerts a d’abord été formé par son père avant de devenir l’élève de Van Bijlert et de Simon Vouet à Paris. Il est devenu maître de la guilde de Saint-Luc d’Utrecht en 1624.
De 1638 à 1644, il travaille à la cour du comte Jean-Maurice de Nassau-Siegen, Gouverneur-général du Brésil néerlandais.
Vers 1659-1660, il visite Naples et Rome.
Il meurt à Utrecht le 18 octobre 1669.

## Œuvres
- Un Armateur et sa famille, 1650, Musée des beaux-arts de Valenciennes.
- Vaisseaux au calfat, huile sur bois, 24 x 38 cm, Gray (Haute-Saône), musée Baron-Martin.